# Julia Burbach
Julia Burbach (geboren in Tokio) ist eine deutsche Opernregisseurin.

## Leben und Werk
Julia Burbachs Vater ist der deutsche Diplomat Frank Burbach, ihre Mutter die Sängerin und Schauspielerin Eva Meier. Sie wuchs in Tokio, Mailand, Prag, München, Bonn, London und Hongkong auf, den Orten, an welche ihr Vater entsandt wurde. Schon früh interessierte sie sich für Theater, Film und Tanz, unterstützt durch die Mutter, die als Chansonsängerin Bekanntheit erlangte, und den Großvater, einen Opernsänger. Sie studierte gleichzeitig am University College London und an einer Schauspielschule mit dem Schwerpunkt Tanz. Am University College erwarb sie einen Bachelor in Geschichte/Kunstgeschichte und einen MSc in International Public Policy. Während der Studienzeit entstanden ersten Choreographie- und Regiearbeiten. Es folgten ein Einsatz bei der UNESCO in Paris und der Entschluss, sich auf eine Karriere als Opernregisseurin zu konzentrieren. Ihr Start war – als Hospitantin – bei der der Henze-Produktion Die Bassariden an der Bayerischen Staatsoper in München, inszeniert von Christof Loy. Sie wurde Loys Assistentin, später Wiederaufnahme-Regisseurin am Royal Opera House in London (von 2015 bis 2021), am Teatro Real in Madrid, am Gran Teatre del Liceu in Barcelona und an der Staatsoper Unter den Linden in Berlin.
Sie sieht sich als Generalistin, inszeniert sowohl komische, als auch tragische Opern, italienisches und deutsches Repertoire, vom Barock bis Schreker und Britten. Sie ist sowohl an Off-Bühnen in London und Berlin tätig, als auch an großen Häusern (London, Berlin, Madrid) und kleineren Häusern (Bielefeld, Kiel, Wuppertal). Im Segment Barock-Oper stellte sie Purcells The Fairy-Queen an der Bury Court Opera und an der Kiez Oper im Berliner Club Wilde Renate vor und inszenierte drei Werke Georg Friedrich Händels: Il trionfo del Tempo e del Disinganno (für die Kiez Oper in Berlin), Semele (für das Shanghai International Arts Festival) und Alcina (an der Oper Wuppertal).
Die Staatsoper Prag lud sie für eine Neuinszenierung von Donizetti L’elisir d’amore ein. Richard Wagners Ring des Nibelungen inszenierte sie an drei verschiedenen Opernhäusern – Das Rheingold am Grimeborn Festival 2019, Die Walküre am Grimeborn Festival 2020 und am Grand Théâtre de Bordeaux sowie alle vier Abende im Hackney Empire, London. Mit Edmea von Alfredo Catalani debütierte sie beim Wexford Festival Opera, Eugen Onegin inszenierte sie am Theater Lübeck und an der Opera Holland Park. Ein Schwerpunkt ihrer Arbeit liegt auf dem Verismo, sie hat Mascagnis L’amico Fritz inszeniert und vier Opern Puccinis: Manon Lescaut am Theater Kiel, La Bohème am Theater Bielefeld, Tosca  beim Grimeborn Festival und in Salisbury sowie Madama Butterfly beim Grimeborn Festival und an der Bury Court Opera. Die selten gespielte Schreker-Oper Der singende Teufel präsentierte sie am Theater Bonn, ihre Inszenierung von Brittens Rape of Lucretia beim Grimeborn Festival wurde ausgezeichnet.

## Auszeichnung
- 2019 International Opera Awards, nominiert als Best Newcomer
- 2019 OFFIE für The Rape of Lucretia beim Grimeborn Festival, London